# Вермель, Самуил Борисович
Самуил Борисович Вермель (18 февраля [1 марта] 1868, Москва — 14 августа 1926, Москва) — советский врач-физиотерапевт; доктор медицины (1898, тема диссертации — «Желтуха новорожденных»), профессор (1922).

## Биография
Родился 18 февраля (1 марта по новому стилю) в 1868 году в Москве в еврейской семье из Шклова.
В 1893 году окончил медицинский факультет Московского университета. В 1900 году вместе с Н. В. Соловьевым открыл и был директором частной клиники «Сокольники», где широко использовались методы физиотерапии.
По инициативе Московского физико-терапевтического общества в 1911—1912 годах был разработан проект создания в Москве Института физических методов лечения с клиникой и экспериментальной базой. Утверждён он был уже в советское время, в 1920 году, решением коллегии Наркомздрава РСФСР. Институту выделили здание на улице Петровке, дом 25. Его организацией руководил Самуил Борисович Вермель. Ныне это — Российский научный центр восстановительной медицины и курортологии.
После Октябрьской революции, с 1918 года и до конца жизни, преподавал на медицинском факультете МГУ: приват-доцент терапевтической клиники (1918—1922), заведующий кафедрой физиотерапии (1922—1926). Разработал метод ионогальванизации кальцием для лечения сердечных заболеваний («метод Вермеля»). Также его именем назван «Вермеля-Маркелова симптом».
Одновременно Вермель был организатором и первым директором (в 1920—1926 годах) Государственного института физиотерапии и ортопедии. Самуил Борисович был председателем Московского физиотерапевтического общества, заместителем председателя Всероссийской ассоциации физиотерапевтов.
Жил на улице Сретенка, 9 (в 1890-е годы); на Сретенском бульваре, 6/1 (начало 1900-х и с 1910 года); на Мясницкой улице, 24 (вторая половина 1900-х годов). Умер 14 августа 1926 года в Москве. Похоронен на Дорогомиловском еврейском кладбище (ныне не существует).

## Семья
- Был женат дважды: на Алисе Максимовне Вермель и на оперной певице Вере Владимировне Люце (1879—1977), внучке генерал-лейтенант Корпуса лесничих Фёдора Ивановича фон Люце.
- Дядя — Соломон Самуилович Вермель (1860—1940), русский литератор, учёный-медик[6].
- Племянники (сыновья брата, врача — Матвея Борисовича Вермеля) — поэты Самуил Матвеевич Вермель (1892—1972) и Филипп Матвеевич Вермель (1898—1938).